# Крылова, Матрёна Алексеевна
Матрёна Алексе́евна Крыло́ва (1910, Рязанская губерния — неизвестно) — сварщица Мытищинского машиностроительного завода Московского областного совнархоза Московской области. Герой Социалистического Труда (1960).

## Биография
Матрёна Крылова родилась в 1910 году в одной из деревень современной Рязанской области. По национальности русская.
После получения начального образования батрачила (работала наёмной доработницей). В 1931 году стала рабочим вагоносборочного цеха («вагонка») Мытищинского машиностроительного завода (ММЗ). После окончания курсов работал электросварщиком, её наставниками были наладчик В. Н. Мареев и начальник заводской сварочной лаборатории П. В. Мумриков, которые вскоре обучили девушку тонкостям электросварки. К началу Великой Отечественной войны она уже была высококвалифицированным специалистом и успела обучить десятки молодых электросварщиков.
С приближением линии фронта в октябре 1941 года завод был эвакуирован за Урал. Матрёна Алексеевна осталась в Москве, поскольку её трёхлетний сын находился с родителями мужа на оккупированной территории Орловской области. Спустя две недели завод официально заработал, переключившись на производство зенитных бронепоездов и восстановление подбитых в ходе войны танков. Рабочие предприятия неделями не выходили из цехов.
После окончания войны ММЗ вернулся к выпуску железнодорожного подвижного состава, гусеничных шасси к тягачам и дооборудованию грузовых автомобилей. М. А. Крыловой поручались наиболее ответственные операции по сварке подъёмных механизмов, подвижных узлов вагонов, различных резервуаров для газов, сосудов для кислот и горючих жидкостей, где шов должен быть прочным и герметичным. Все ответственные сварные швы проверялись рентгенографией — Матрёна Алексеевна работала без дефектов. Она периодически признавалась на заводе лучшим мастером электрической дуговой сварки, первой в заводских условиях освоила сварку гидроподъёмника самосвала автоматической сваркой под флюсом, овладела методом контактной стыковой сварки. Её бригада в то время была лучшей на заводе.
Указом Президиума Верховного Совета СССР от 7 марта 1960 года в ознаменование 50-летия Международного женского дня сварщице Матрёне Алексеевне Крыловой было присвоено звание Героя Социалистического Труда с вручением ордена Ленина и золотой медали «Серп и Молот» за выдающиеся достижения в труде и плодотворную общественную деятельность.
Позже работала бригадиром наладчиков сварочного цеха. Матрёна Крылова вышла на заслуженный отдых в 1962 году, проработав на заводе 31 год. Была депутатом Московского областного и Мытищинского городского Советов депутатов трудящихся.
С 1968 года была персональным пенсионером союзного значения. Проживала в Мытищах.

## Награды
- Медаль «За оборону Москвы» (1 мая 1944);
- Герой Социалистического Труда — указом Президиума Верховного Совета СССР от 7 марта 1960 года;
- Орден Ленина, медаль «Серп и Молот» (7 марта 1960).